# NGC 5628
NGC 5628 (również PGC 51699 lub UGC 9278) – galaktyka eliptyczna (E), znajdująca się w gwiazdozbiorze Wolarza. Odkrył ją Édouard Jean-Marie Stephan 6 maja 1883 roku.